# Léandre (commedia dell'arte)
Pour les articles homonymes, voir Léandre.

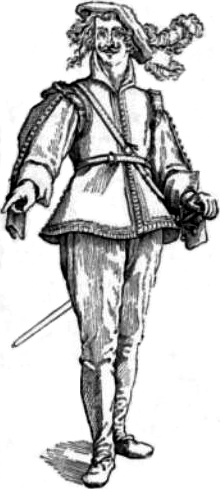
Léandre, d’après Callot.

Léandre est l’un des types d’amoureux de la commedia dell'arte.
Ce fut d’abord un jeune dameret, élégant, aimable, bien vu des femmes, et c’est sous cet aspect que l’incarnait Charles Romagnesi, peu d’années avant la fermeture du premier théâtre de la Comédie-Italienne de Paris. Plus tard, le type se modifia, et Léandre, confondant un peu son caractère avec celui du Capitan, devint une espèce de bellâtre vaniteux et insupportable, qui était souvent la victime de sa propre sottise. C’est ainsi qu’en dégénérant il s’est introduit dans la pantomime française, où il n’est plus qu’un amoureux berné, toujours repoussé par Colombine, tandis qu’il est joué et souvent battu par Arlequin, et même par Pierrot.
En France, Léandre a été mis à la scène sous sa première forme, aimable et gracieuse, par Pierre Corneille, puis par Molière, qui l’a montré à trois reprises dans L'Étourdi, Les Fourberies de Scapin et Le Médecin malgré lui, et enfin par Destouches, dans La Fausse Agnès.